# Gerichtsbezirk Triest
Der Gerichtsbezirk Triest (italienisch: Trieste, slowenisch: Trst) war ein dem Bezirksgericht Triest unterstehender Gerichtsbezirk im Kronland Triest. Der Gerichtsbezirk umfasste die Stadt Triest, die Triester Vororte und das sogenannte Triester Gebiet und somit das gesamte Kronland.
Nach dem Ersten Weltkrieg musste Österreich den gesamten Gerichtsbezirk an Italien abtreten.

## Geschichte
Triest und sein angrenzendes Gebiet wurden 1849 als „Reichsunmittelbare Stadt“ mit eigener Verfassung und Landtag in den Status eines Kronlandes erhoben. Danach bildete Triest gemeinsam mit der Markgrafschaft Istrien und der Gefürsteten Grafschaft Görz und Gradisca zwischen 1852 und 1861 das Kronland Österreichisches Küstenland. Die Reichsverfassung von 1861 teilte die drei Gebiete wieder in eigenständige Kronländer, die bis 1918 nur mehr durch den k.k. Statthalter in Triest als Vertreter des Kaisers und der Wiener Regierung sowie ein gemeinsames Publikationsorgan ihrer Rechtsvorschriften teilten. Die ehemalige Zusammengehörigkeit bzw. folgende Selbständigkeit der drei Reichsteile spiegelt sich auch in der Kaiserlichen Verordnung aus dem Jahr 1849 wider, mit der Kaiser Franz Joseph I. im Zuge der Neuordnung der Gerichtsbarkeit die Eckpunkte der Gerichtseinteilung für das Küstenland genehmigte. In den von Justizminister Anton von Schmerling skizzierten, 1849 genehmigten Plänen, war ein gemeinsames Oberlandesgericht in Triest sowie je ein Landesgericht für jeden Landesteil vorgesehen gewesen. Für das Landesgericht Görz plante Schmerling die Errichtung von elf Bezirksgerichten, für das Landesgericht Triest waren acht und für das Landesgericht Rovigno (Istrien) elf Bezirksgerichte vorgesehen. Hierbei sollten dem Landesgericht Triest auch Gerichtsbezirke außerhalb des Kronlandes unterstehen.
Das Oberlandesgericht Triest nahm in der Folge per 1. Mai 1850 seine Amtstätigkeit auf,
wobei Kaiser Franz Joseph die Grundsätze der Justiz- und Verwaltungsorganisation für das Habsburgerreich erst am 31. Dezember 1851 an Ministerpräsident Schwarzenberg zur Umsetzung weiterleitete.
Im Dezember 1853 legten die Minister des Inneren, der Justiz und der Finanzen schließlich in einer Verordnung die endgültige Gerichts- und Verwaltungseinteilung fest, wobei statt der 1849 skizzierten 30 Gerichtsbezirke nur 29 Gerichtsbezirke geschaffen wurden. Wenngleich für das Kronland mit dem Gerichtsbezirk Triest nur ein einziger Gerichtsbezirk geschaffen wurde, so wurde das Landesgericht Triest 1853 zur Betreuung von zwei Gerichtsbezirken im Kronland Görz bzw. von vier Gerichtsbezirken im Kronland Istrien bestimmt.
Zuletzt umfasste der Gerichtsbezirk 1910 eine Fläche von 95,89 km² mit 229.510 Einwohnern, von denen 51,8 % Italienisch, 24,8 Slowenisch, 5,1 % Deutsch und 1,0 % Serbokroatisch als Umgangssprache angegeben hatten. Weiters befanden sich unter den Einwohnern rund 38.600 Staatsfremde.
Durch die Grenzbestimmungen des am 10. September 1919 abgeschlossenen Vertrages von Saint-Germain wurde der Gerichtsbezirk Triest zur Gänze Italien zugeschlagen.